# Sao Tomé-et-Principe portugais
1470 – 12 juillet 1975
Entités suivantes :
- Sao Tomé-et-Principe

Les îles São Tomé et Principe sont une colonie de l'Empire colonial portugais de leur découverte vers 1470 à leur indépendance en 1975, pour former la république démocratique de Sao Tome-et-Principe.
Séparées jusqu'en 1754, elles deviennent une entité commune à cette date. Avec les autres colonies portugaises, elles changent de statut en 1951 et sont alors qualifiées de province ultramarine. Sao Tomé-et-Principe devient province autonome en 1974, avant d'obtenir son indépendance le 12 juillet 1975.

## Histoire
São Tomé est découverte par les navigateurs João de Santarém et Pedro Escobar le 21 décembre 1471,, le jour de la Saint Thomas (d'où vient son nom). L'île de Principe est découverte peu après, et nommée en l'honneur du prince Alphonse. Elles sont toutes deux inhabitées.
La première tentative de colonisation de São Tomé débute en 1485, sous la direction du capitaine João de Paiva (pt). Cette mission échoue, les maladies et les conditions climatiques affectant les colonisateurs. Une seconde tentative, dirigée par Alvaro Caminha en 1493, permet une implantation définitive de colons. 2 000 enfants Juifs espagnols ayant fui l'Inquisition sont déportés sur l'île pour être élevés en chrétiens, ainsi que des criminels et des orphelins portugais. La colonisation de Principe débute en 1500. La culture de canne à sucre s'installe progressivement dans les îles, avec la venue d'esclaves d'Afrique continentale, et São Tomé devient au XVIe siècle le premier producteur mondial de sucre.
La production sucrière à São Tomé et à Principe baisse au XVIIe siècle, d'une part avec la concurrence avec le Brésil et d'autre part avec les révoltes d'esclaves récurrentes, les maladies et les attaques de pirates qui font fuir les colons vers l'Amérique du Sud. Le commerce d'esclaves prend une place importante dans l'économie des îles, puisque leur situation géographique en fait un poste de traite crucial pour la traite des esclaves dans l'Atlantique. Elles servent de point de rassemblement pour les esclaves amenés du golfe de Guinée et du royaume du Kongo en destination des Amériques,. La plus notable des révoltes d'esclaves est celle d'Amador, survenue en juillet 1595. Il s'autoproclame « Roi de São Tomé » et est capturé en janvier de l'année suivante, puis exécuté par les forces portugaises.
São Tomé est occupée par les Provinces-Unies d'octobre à novembre 1599, puis de 1641 à 1649,. En avril-mai 1709, c'est le royaume de France qui prend possession de l'île. Après de nombreuses attaques de pirates, Santo António, située sur l'île de Principe, devient en 1753 la capitale de l'archipel, succédant à la ville de São Tomé (qui redeviendra capitale en 1852). En 1753 également, les deux îles de l'archipel sont regroupées en une entité commune, avant de devenir une province ultramarine en 1951.

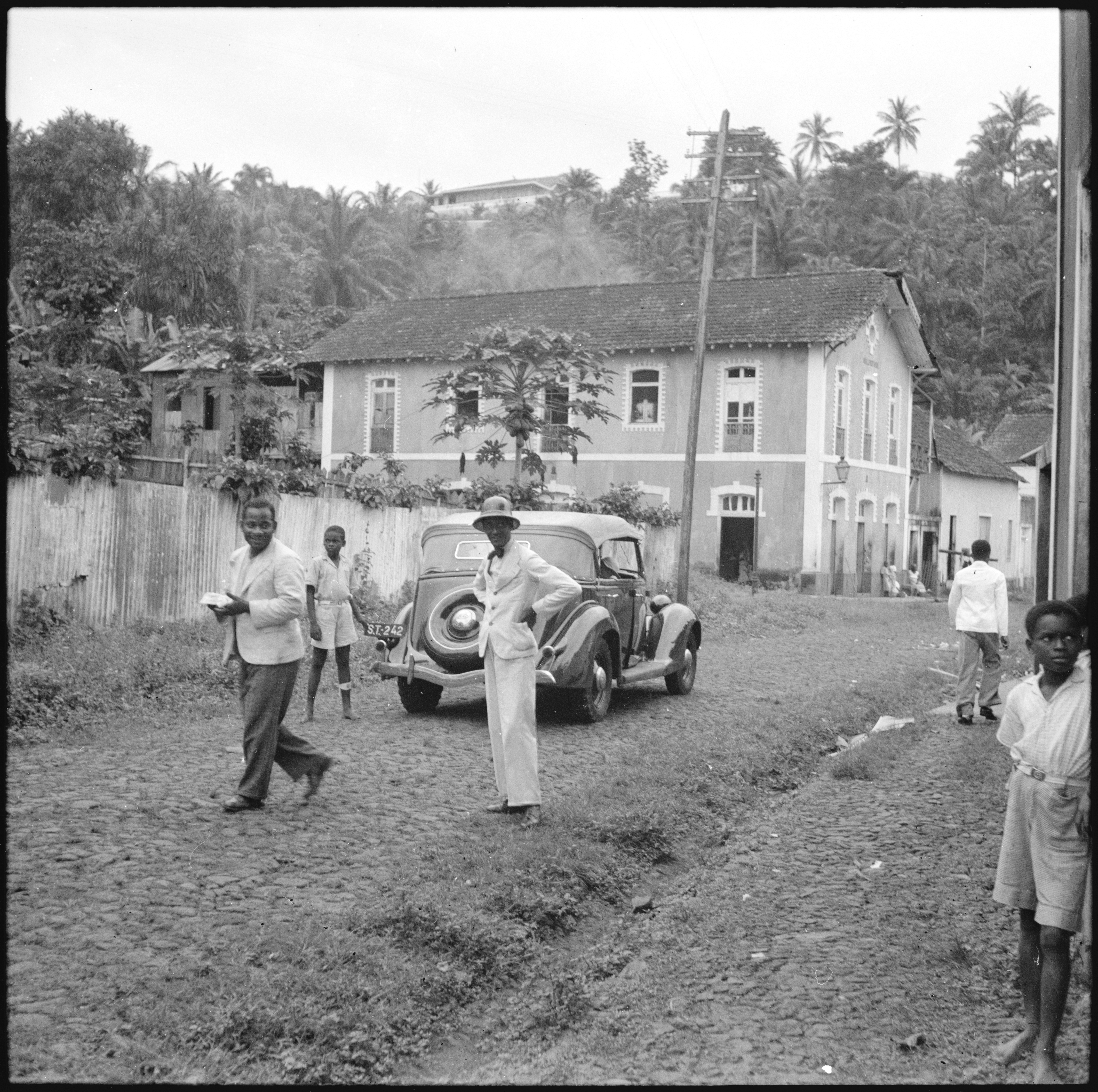
São Tomé au début des années 1940, par Annemarie Schwarzenbach.

Les plantations de café prennent une part importante dans l'économie des îles au début du XIXe siècle, suivies par celles de cacao à la fin du siècle. Le cacao devient alors la principale production à São Tomé-et-Principe, qui en est une importante zone de production à l'échelle mondiale jusqu'à être le premier producteur au monde durant les premières décennies du XIXe siècle. En 1913, ce sont 36 000 tonnes de cacao qui sont cultivées.
Plusieurs révoltes de travailleurs éclatent au cours du XXe siècle, dont la plus notable est celle de Batepá en 1953, où plusieurs centaines de protestataires trouvent la mort. Ce drame implante un sentiment nationaliste au sein de la province. Le Comité pour la libération de Sao Tomé-et-Principe, un parti politique nationaliste d'idéologie marxiste, est créé par des exilés au Gabon sept ans plus tard. Il est renommé en 1972 Mouvement pour la libération de Sao Tomé-et-Principe (MLSTP). Après la révolution des Œillets de 1974 qui met fin à la dictature d'António de Oliveira Salazar au Portugal — qui interdisait toute contestation politique —, un processus de décolonisation est lancé en Afrique. Sao Tomé-et-Principe devient une province autonome la même année, dirigée par António Elísio Capelo Pires Veloso, puis proclame son indépendance le 12 juillet 1975, devenant la république démocratique de Sao Tomé-et-Principe. Le nouveau pays, régime marxiste au parti unique, est présidé par le secrétaire général du MLSTP Manuel Pinto da Costa jusqu'en 1991, lorsque l'archipel s'ouvre à la démocratie et au multipartisme.